# Список умерших в 1962 году
В этой статье представлен список известных людей, умерших в 1962 году.
См. также: Категория:Умершие в 1962 году

## Январь
- 1 января — Алексей Калашников (68) — советский политический деятель, министр просвещения РСФСР (1946—1949).
- 4 января — Ганс Генрих Ламмерс (82) — государственный деятель нацистской Германии.
- 5 января — Гемел Станкевич (36) — Герой Советского Союза.
- 6 января — Марзия Давудова (60) — народная артистка СССР.
- 8 января — Максимилиан Гогенберг (59) — австрийский аристократ.
- 9 января — Лев Ошанин (77) — профессор, врач, антрополог, организатор кафедры антропологии в Ташкентском университете в Ташкенте.
- 9 января — Владимир Савченко (46) — советский лётчик, Герой Советского Союза, майор запаса.
- 10 января — Виктор Агеев (актёр) (62) — народный артист РСФСР.
- 10 января — Григорий Ломидзе (58) — советский кинорежиссёр игровых фильмов и режиссёр анимационных фильмов.
- 12 января — Миклош Сабадош (49) — венгерский и австралийский игрок в настольный теннис, чемпион мира, чемпион Венгрии, чемпион Австралии.
- 12 января — Ариадна Тыркова-Вильямс (92) — деятель русской дореволюционной либеральной оппозиции, писатель и критик.
- 13 января — Лео Кестенберг (79) — немецкий и израильский политический деятель в области культуры, педагог, пианист.
- 15 января — Анна Бергер  — танцовщица, хореограф.
- 19 января — Иван Ижакевич (98) — украинский советский художник, график, писатель.
- 19 января — Иван Плохих — Герой Советского Союза.
- 20 января — Соломон Гарбузов (53) — советский очеркист, публицист, редактор и сценарист.
- 21 января — Эрнст Эрих Бюдер (65) — немецкий композитор.
- 22 января — Николай Вьюгин — Герой Советского Союза.
- 26 января — Александр Беркутов (50) — Герой Советского Союза.

## Февраль
- 2 февраля — Готфрид фон Фрайберг (53) — австрийский валторнист и музыкальный педагог.
- 5 февраля — Сергей Скадовский (75) — российский и советский гидробиолог.
- 6 февраля — Владислав Дзевульский (83) — польский астроном.
- 8 февраля — Сергей Голубов (67) — русский советский писатель, исторический романист.
- 8 февраля — Василий Юрьев (82) — советский украинский селекционер-растениевод.
- 10 февраля — Макс Швабинский (88) — чешский живописец и график.
- 15 февраля — Василий Горишний (59) — Герой Советского Союза.
- 17 февраля — Николай Онопа (48) — Герой Советского Союза.
- 17 февраля — Константин Савельев (59) — советский пастух, Герой Социалистического Труда.
- 21 февраля — Мануэль Диас Рамирес (73) — мексиканский политик и историк.
- 21 февраля — Александр Калинин (51) — Герой Советского Союза.
- 22 февраля — Борис Ванников (64) — советский государственный деятель.
- 22 февраля — Элен Кирсова (51) — датская артистка балета и хореограф. Создала первую профессиональную балетную труппу в Австралии.
- 27 февраля — Басти Багирова (56) — мастер хлопководства, Дважды Герой Социалистического Труда.
- 27 февраля — Гастоне Гамбара (70) — итальянский военный деятель, Генерал армии.
- 27 февраля — Альберт Рис (78) — американский публицист и журналист, интернационалист.

## Март
- 1 марта — Иван Жаворонков (42) — участник Великой Отечественной войны, полный кавалер ордена Славы.
- 6 марта — Карл Хинрихс (61) — немецкий архивариус и историк.
- 8 марта — Михаил Банный (58) — Герой Советского Союза.
- 8 марта — Сергей Бобрук (61) — Герой Советского Союза.
- 9 марта — Николай Кривонос (65) — Герой Советского Союза.
- 11 марта — Вячеслав Рагозин (53) — советский гроссмейстер.
- 11 марта — Михаил Романов (43) — полный кавалер ордена Славы.
- 12 марта — Анатолий Свечников (53) — советский украинский композитор.
- 14 марта — Василий Михальков (43) — Герой Советского Союза.
- 15 марта — Франц Веселик (58) — австрийский футболист, нападающий. Двукратный чемпион Австрии, обладатель Кубка Митропы 1930.
- 17 марта — Константин Акинтиевский (76) — белогвардейский офицер, участник Первой мировой войны и Гражданской войны в Сибири и на Дальнем Востоке.
- 18 марта — Наталья Рашевская (68) — российская, советская актриса театра и кино, режиссёр, сценарист, театральный педагог. Народная артистка РСФСР.
- 19 марта — Евстафий Кощеев (63) — генерал-майор Советской Армии, участник Первой мировой и Гражданской войны, польского похода и Великой Отечественной войны.
- 19 марта — Александр Малунцев (54) — создатель нефтеперерабатывающей промышленности в Сибири, первый директор омского нефтезавода.
- 19 марта — Василий Сталин (40) — советский военный деятель, генерал-лейтенант авиации (1947); сын Иосифа Сталина и Надежды Аллилуевой.
- 20 марта — Николай Алпатов (37) — Герой Советского Союза.
- 21 марта — Адолфс Блёдниекс (72) — президент министров Латвии.
- 21 марта — Степан Пироженко (45) — Герой Советского Союза.
- 22 марта — Сергей Бицаев (39) — Герой Советского Союза.
- 24 марта — Роман Грубер (66) — российский музыковед.
- 24 марта — Огюст Пикар (78) — швейцарский исследователь, физик, изобретатель стратостата и батискафа, конструктор батискафа «Триест», совершившего рекордное погружение в Марианскую впадину.
- 30 марта — Владимир Шамов (79) — российский советский хирург, академик, основоположник отечественной трансплантологии, генерал-лейтенант медицинской службы.

## Апрель
- 3 апреля — Эрнст Грюнфельд (68) — австрийский шахматист, гроссмейстер.
- 3 апреля — Григорий Киладзе (59) — советский композитор и дирижёр. Заслуженный деятель искусств Грузинской ССР.
- 4 апреля — Хелена Вурник (62) — словенская художница и дизайнер.
- 4 апреля — Степан Толстой (40) — Герой Советского Союза.
- 6 апреля — Анри Мондор (76) — французский врач, хирург, историк французских литературы и науки, член Французской академии (1946—1962).
- 7 апреля — Мэри Сесил Аллен (68) — австралийская художница и лектор. Лауреат премии Арчибальда.
- 9 апреля — Леонид Соловьёв (55) — русский советский писатель, сценарист, автор дилогии о Ходже Насреддине.
- 10 апреля — Марко Марчевский (63) — известный болгарский писатель, переводчик.
- 10 апреля — Стюарт Сатклифф (21) — участник раннего Битлз, «пятый в квартете».
- 11 апреля — Юлиан Шиманский (78) — советский учёный, академик АН СССР.
- 12 апреля — Антуан Певзнер (78) — русский и французский художник и скульптор, старший брат Наума Габо.
- 12 апреля — Иван Сергеев (67) — Герой Советского Союза.
- 12 апреля — Рон Флокхарт (38) — шотландский автогонщик, пилот Формулы-1.
- 13 апреля — Владислав Виноградов (62) — советский военачальник, общественный деятель, участник Первой мировой, Гражданской и Великой Отечественной войн, генерал-лейтенант интендантской службы.
- 16 апреля — Пётр Гагарин — Герой Советского Союза.
- 24 апреля — Паула Браун (80) — венгерская пианистка и музыкальный педагог.
- 24 апреля — Пётр Потворовский (63) — польский живописец, график и педагог.
- 25 апреля — Виктор Конрад (85) — австрийско-американский физик, сейсмолог и метеоролог.
- 30 апреля — Сергей Варун-Секрет (93) — русский общественный деятель и политик, член Государственной думы от Херсонской губернии.

## Май
- 4 мая — Вадим Меллер (78) — советский художник-авангардист.
- 5 мая — Павел Шатилов (80) — генерал от инфантерии (1920), участник Белого движения, автор мемуаров.
- 6 мая — Николай Гусев (64) — советский военный деятель, командующий войсками Казанского военного округа (1945—1946), генерал-полковник.
- 13 мая — Иван Мотин (45) — Герой Советского Союза.
- 17 мая — Арсений Головко (55) — советский флотоводец, адмирал.
- 18 мая — Курт Керстен (71) — немецкий историк, писатель, публицист и журналист.
- 22 мая — Георг Гальперн (83) — экономист, деятель сионистского движения.
- 24 мая — Александр Евстигнеев (36) — Герой Советского Союза.
- 25 мая — Иван Асессоров (41) — полковник танковых войск, Герой Советского Союза.
- 25 мая — Михаил Степанов (49) — Герой Советского Союза.
- 25 мая — Сергей Щербатов (87) — российский художник, коллекционер и меценат.
- 26 мая — Матвей Попов (67) — советский военачальник, участник Гражданской и Великой Отечественной войн.
- 28 мая — Владимир Молодчиков (48) — Герой Советского Союза.
- 30 мая — Пьер Жильяр — преподаватель французского языка.
- 30 мая — Григорий Папышев (44) — полный кавалер Ордена Славы.
- 30 мая — Михаил Филоненко-Бородич (76) — советский учёный-механик, генерал-майор инженерно-технической службы.

## Июнь
- 1 июня — Адольф Эйхман (56) — немецкий офицер, сотрудник Гестапо, непосредственно ответственный за уничтожение миллионов евреев; повешен в Израиле.
- 3 июня — Вера Аренс (78) — русская поэтесса, переводчица.
- 3 июня — Антон Гаевой (55) — советский партийный деятель.
- 3 июня — Михаил Герасимов (68) — советский военачальник, генерал-лейтенант.
- 4 июня — Михаил Громадин (62) — советский военачальник, видный участник Великой Отечественной войны, генерал-полковник.
- 4 июня — Яков Корнфельд (66) — советский архитектор, архитектурный критик.
- 6 июня — Абба Ахимеир (64) — еврейский националистический деятель, журналист и писатель, один из лидеров сионистов-ревизионистов.
- 6 июня — Ив Кляйн (34) — французский художник-новатор, одна из наиболее значительных фигур послевоенного европейского искусства; сердечный приступ.
- 6 июня — Том Филлис (28) — австралийский мотогонщик.
- 7 июня — Альбер Довекар (24) — сержант Французского Иностранного Легиона, член ОАС, участник покушения на комиссара Алжира Роже Гавури.
- 7 июня — Клод Пиегц (28) — французский террорист.
- 9 июня — Игнатий Козловский (45) — полковник Советской Армии, участник Великой Отечественной войны, Герой Советского Союза.
- 12 июня — Матвей Бортовский (43) — полковник Советской Армии, участник советско-финской и Великой Отечественной войн, Герой Советского Союза.
- 13 июня — Юджин Гуссенс (69) — британский дирижёр и композитор фламандского происхождения.
- 14 июня — Михаил Вериковский (65) — композитор.
- 17 июня — Юлий Чигирин (27) — советский инженер-железнодорожник, ценой собственной жизни спасший от смерти двух женщин.
- 18 июня — Алексей Антонов (67) — советский военачальник, генерал армии, член Ставки ВГК, начальник Генерального штаба в 1945—1946 годах.
- 20 июня — Хабиб Абдуллаев (49) — советский узбекский геолог.
- 21 июня — Озода Ташмухамедова (52) — первая женщина Памира ставшая членом ВКПБ.
- 22 июня — Артур Кючарианц (73) — видный деятель военно-медицинской службы СССР.
- 24 июня — Анатолий Мариенгоф (65) — русский поэт-имажинист, драматург, автор мемуаров.
- 26 июня — Григорий Забелин — Герой Советского Союза.
- 26 июня — Акакий Пагава (75) — грузинский советский театральный режиссёр, театровед и театральный педагог, народный артист Грузинской ССР.
- 27 июня — Лун Юнь (77) — китайский военный и государственный деятель, губернатор провинции Юньнань (1928—1945).
- 28 июня — Николай Самородов (49) — Герой Советского Союза.
- 30 июня — Николай Буренин (87) — участник революционного движения в Российской империи.

## Июль
- 1 июля — Яков Рапопорт (63) — деятель ВЧК—ОГПУ—НКВД СССР—МГБ, генерал-майор.
- 1 июля — Алан Харт (71) — американский врач и писатель.
- 2 июля — Ольга Гзовская (78) — кино- и театральная актриса.
- 3 июля — Вячеслав Волгин (83) — советский историк, общественный деятель, ректор МГУ (1921—1925), Непременный секретарь Академии наук СССР (1930—1935).
- 3 июля — Антон Гаевой (55) — советский государственный и партийный деятель, 1-й секретарь Днепропетровского областного комитета КП Украины (1957—1961).
- 5 июля — Иван Васильев (55) — участник Великой Отечественной войны, Герой Советского Союза.
- 5 июля — Авраам Гранот (72) — израильский экономист и общественный деятель.
- 6 июля — Роже Дегельдр (37) — французский террорист.
- 6 июля — Эмиль Сандстрём (75) — шведский юрист, деятель международного движения Красного креста.
- 6 июля — Уильям Фолкнер (64) — американский писатель, прозаик, лауреат Нобелевской премии по литературе (1949).
- 10 июля — Иегуда-Лейб Маймон Фишман (86) — раввин, государственный и общественный деятель, литератор.
- 12 июля — Иван Журба (46) — младший лейтенант Рабоче-крестьянской Красной Армии, участник Великой Отечественной войны, Герой Советского Союза.
- 13 июля — Александр Ясиницкий (40) — участник Великой Отечественной войны, полный кавалер Ордена Славы.
- 14 июля — Семен Скляренко (61) — украинский советский писатель, автор исторических романов.
- 17 июля — Фёдор Синичкин (60) — Герой Советского Союза.
- 17 июля — Иван Якименко (63) — участник Великой Отечественной войны, командир пулемётного расчёта 261-го гвардейского стрелкового полка 87-й гвардейской стрелковой дивизии 43-й армии 3-го Белорусского фронта, Герой Советского Союза, гвардии сержант.
- 20 июля — Тэруко Акацуки (41) — японская актриса и певица.
- 21 июля — Борис Дудаков (61) — генерал-лейтенант Советской Армии, участник Гражданской войны в Испании, Великой Отечественной и советско-японской войн.
- 22 июля — Николай Алексеев — советский общественный, партийный и хозяйственный деятель, директор Ри́жского госуда́рственного электротехни́ческого заво́да «ВЭФ»
- 25 июля — Александр Фролов (57) — советский кинооператор и кинорежиссёр.
- 27 июля — Азиз Алиев (65) — советский и азербайджанский государственный и партийный деятель.
- 27 июля — Ричард Олдингтон (70) — английский поэт, прозаик, критик.
- 28 июля — Натан Явлинский — советский физик, основоположник термоядерных установок токамак.
- 29 июля — Ефим Бедин (62) — участник Великой Отечественной войны, Герой Советского Союза.
- 29 июля — Роналд Фишер (72) — английский статистик, биолог-эволюционист и генетик.
- 31 июля — Шломо Розовский (84) — израильский композитор.

## Август
- 1 августа — Генри Беннетт (75) — австралийский военачальник, генерал-лейтенант.
- 3 августа — Владимир Заболотный (63) — советский архитектор.
- 5 августа — Василий Зеньковский (81) — протопресвитер в юрисдикции Константинопольского патриархата.
- 5 августа — Мэрилин Монро (36) — американская киноактриса и певица.
- 9 августа — Герман Гессе (85) — немецко-швейцарский писатель и художник, лауреат Нобелевской премии (1946).
- 9 августа — Иван Глухов (69) — советский государственный и партийный деятель, ответственный секретарь Областного комитета РКП(б) — ВКП(б) Автономной области калмыцкого народа — Калмыцкой автономной области (1925—1927).
- 14 августа — Иван Богушевич (55) — Герой Советского Союза.
- 14 августа — Димитр Атанасов Яранов (55) — болгарский географ и геолог.
- 15 августа — Владимир Варлай — хорватский художник и график — экспрессионист.
- 15 августа — Морис Эйгенсон (56) — советский астроном.
- 17 августа — Михаил Черемных (71) — советский график, карикатурист, книжный иллюстратор.
- 19 августа — Владимир Журин (71) — советский гидротехник, генерал-майор инженерно-технических войск.
- 21 августа — Август Аллик (42) — Герой Советского Союза.
- 21 августа — Моисей Венгров (68) — детский поэт, прозаик, литературный критик, педагог, член Союза писателей.
- 21 августа — Александр Липунов (56) — Герой Советского Союза.
- 21 августа — Николай Путько (43) — Герой Советского Союза.
- 22 августа — Дмитрий Рябушинский (79) — русский и французский ученый в области гидроаэродинамики.
- 23 августа — Йозеф Берхтольд (65) — государственный и политический деятель нацистской Германии. Фактически — первый руководитель СС, второй Рейхсфюрер СС. Обергруппенфюрер СА.
- 23 августа — Владимир Несторов Марков (78) — болгарский микробиолог, действительный член Болгарской академии наук.
- 24 августа — Миколас Биржишка (82) — литовский историк литературы и культуры, общественный и политический деятель.
- 24 августа — Владимир Ливанский (67) — советский военачальник, генерал-майор артиллерии, участник Первой мировой, Гражданской, Советско-финляндской и Великой Отечественной войн.
- 25 августа — Елизавета Дальская (62) — актриса. Народная артистка РСФСР.
- 26 августа — Аникеев, Серафим Михайлович (58) — советский актёр, народный артист РСФСР.
- 26 августа — Антоньев, Валентин Андреевич (85) — священнослужитель Сиднейской и Австралийско-Новозеландской епархии Русской православной церкви заграницей, протопресвитер.
- 28 августа — Герцель Бергер — израильский общественный и политический деятель, депутат Кнессета с 1-го по 5-й созыв от партии рабочих в Эрец-Исраэль.
- 28 августа — Леон Бинош (84) — французский предприниматель и регбист, олимпийский чемпион.
- 28 августа — Иван Бурмистров (59) — Герой Советского Союза.
- 28 августа — Иннокентий Мушнов (73) — советский военный деятель.
- 28 августа — Янис Яунсудрабиньш (85) — латвийский писатель, поэт, драматург и художник.

## Сентябрь
- 1 сентября — Иван Большаков (64) — советский военачальник.
- 2 сентября — Иван Озеров (43) — Герой Советского Союза.
- 3 сентября — Семен Айзенштейн (78) — пионер радиотехники в России, на Украине, в Польше и Англии.
- 3 сентября — Илья Лапшин — Герой Советского Союза.
- 4 сентября — Владимир Беклемишев (71) — советский зоолог, действительный член АМН СССР.
- 5 сентября — Анатолий Заболотский (51) — Герой Советского Союза.
- 6 сентября — Александр Гераськин (49) — Герой Советского Союза.
- 6 сентября — Иван Сухов (66) — Герой Советского Союза.
- 7 сентября — Карен Бликсен (77) — датская писательница.
- 7 сентября — Иван Омельянович-Павленко (81) — украинский военный деятель, генерал-хорунжий армии Украинской народной республики (УНР).
- 7 сентября — Феодосий Осьмачка (67) — украинский писатель, прозаик, поэт, переводчик.
- 8 сентября — Мане-Кац (68) — российский и французский художник.
- 10 сентября — Николай Карпов (48) — Герой Советского Союза.
- 10 сентября — Патрик Маккью (79) — австралийский регбист и игрок в регбилиг.
- 11 сентября — Владимир Артемьев (77) — советский конструктор ракетной техники.
- 12 сентября — Алексей Ионов (83) — советский политический деятель, председатель Исполнительного комитета Новгородского губернского Совета (1919).
- 15 сентября — Леонид Бакуев (69) — советский военачальник.
- 15 сентября — Фридрих Филипп Эллингер (61) — американский радиобиолог.
- 16 сентября — Роман Засосов (71) — советский отоларинголог, профессор, генерал-майор медицинской службы.
- 21 сентября — Николай Суслов (63) — старший оперуполномоченный 3-го отделения 2-го отдела 6-го управления НКГБ СССР, генерал-майор.
- 22 сентября — Эммануил Казакевич (49) — русский и еврейский советский писатель.
- 24 сентября — Борис Шабалин (46) — Герой Советского Союза.
- 25 сентября — Александр Власов (61) — советский архитектор.
- 27 сентября — Израиль Миримский (53) — российский литературовед, переводчик.
- 28 сентября — Мари Монсен (84) — норвежская миссионерка.
- 29 сентября — Николай Давиденков — Советский учёный в области механики.

## Октябрь
- 1 октября — Людвиг Бемельманс (64) — американский писатель и художник, книжный иллюстратор.
- 2 октября — Карл Груне (72) — австрийский кинорежиссёр.
- 5 октября — Тод Браунинг (82) — американский кинорежиссёр, актёр и сценарист, один из основоположников жанра фильмов ужасов.
- 10 октября — Трюгве Гульбранссен (68) — норвежский писатель, предприниматель и журналист.
- 11 октября — Алексей Батурин (50) — Полный кавалер Ордена Славы.
- 12 октября — Михаил Ефименко (54) — советский политический деятель, министр внутренних дел Туркменской ССР (1952—1953).
- 14 октября — Михаил Ефанов (51) — Герой Советского Союза.
- 16 октября — Шмуэл-Лейб Бланк (70) — американский еврейский писатель.
- 21 октября — Илья Чернышёв (50) — советский дипломат, Чрезвычайный и полномочный посол; трагически погиб (утонул).
- 22 октября — Антон Гурин (52) — Герой Советского Союза.
- 22 октября — Самуил Фейнберг (72) — советский пианист, педагог и композитор.
- 25 октября — Михаил Бакаев (60) — советский военный деятель.
- 28 октября — Иван Васенев — Герой Советского Союза.
- 28 октября — Вера Пашенная (75) — российская и советская актриса театра и кино, Народная артистка СССР (1937), актриса Малого театра.
- 31 октября — Виктор Андреев (39) — Герой Советского Союза.
- 31 октября — Виктор Эйткен (75) — австралийский легкоатлет.

## Ноябрь
- 1 ноября — Пётр Долгов (42) — Герой Советского Союза.
- 1 ноября — Борис Шульгин (57) — Герой Советского Союза.
- 2 ноября — Николай Бычков (37) — Герой Советского Союза.
- 3 ноября — Ана Майер-Кански (67) — первая словенская женщина-химик, доктор наук.
- 4 ноября — Валентин Зеленцов — Герой Советского Союза.
- 4 ноября — Иван Марьяненко (84) — украинский советский актёр театра и кино, театральный режиссёр и педагог.
- 6 ноября — Георгий Гайдовский — русский советский писатель, прозаик, драматург.
- 6 ноября — Мария Стрелкова (54) — советская актриса и педагог.
- 7 ноября — Антоний (Романовский) — епископ Русской православной церкви, митрополит Ставропольский и Бакинский.
- 7 ноября — Элеонора Рузвельт (78) — американский общественный деятель, супруга президента США (своего дальнего родственника) Франклина Делано Рузвельта, племянница Теодора Рузвельта.
- 8 ноября — Сергей Киселёв (57) — советский историк и археолог.
- 11 ноября — Фёдор Пигидо — культурный деятель украинской диаспоры в Германии.
- 12 ноября — Канъити Танака (80) — японский учёный, исследователь в области педагогической психологии.
- 13 ноября — Александр Мурысев (47) — советский партийный и государственный деятель, первый секретарь Куйбышевского обкома КПСС.
- 13 ноября — Сергей Обнорский (74) — лингвист-русист, академик АН СССР.
- 13 ноября — Стасис Шилингас (77) — юрист и политический деятель Литвы.
- 14 ноября — Эмануэль Гаморан (66) — американский еврейский педагог, писатель.
- 14 ноября — Фёдор Костенко (43) — старший сержант Рабоче-крестьянской Красной Армии, участник Великой Отечественной войны, Герой Советского Союза.
- 15 ноября — Александр Боровков (58) — советский учёный-тюрколог.
- 15 ноября — Тоша Зайдель (62) — американский скрипач русско-еврейского происхождения.
- 18 ноября — Нильс Бор (77) — датский физик-теоретик и общественный деятель, один из создателей современной физики, лауреат Нобелевской премии по физике (1922).
- 18 ноября — Абрам Гурвич (65) — известный советский шахматный композитор.
- 18 ноября — Николай Частий (57) — советский украинский оперный певец.
- 18 ноября — Тимофей Шкрылёв (58) — участник Великой Отечественной войны, Герой Советского Союза.
- 22 ноября — Рене Коти (80) — французский политик, второй и последний президент Четвёртой республики и, формально, первый президент учреждённой в октябре 1958 Пятой республики.
- 23 ноября — Яков Столляр (72) — советский композитор.
- 25 ноября — Санасар Севоян (40) — полный кавалер ордена Славы.
- 30 ноября — Осип Бернштейн (80) — шахматист, международный гроссмейстер.
- 30 ноября — Джозеф Лейд Пози (54) — австралийский астроном.
- 30 ноября — Макс Фасмер (76) — немецкий языковед и лексикограф российского происхождения, славист и балканист, в России известен как составитель «Этимологического словаря русского языка».

## Декабрь
- 2 декабря — Василий Кулёмин (41) — советский поэт.
- 2 декабря — Григорий Полищук (55) — советский военачальник, генерал-майор.
- 3 декабря — Павел Белов (65) — советский военачальник, генерал-полковник, Герой Советского Союза.
- 3 декабря — Мэри Гилмор (97) — австралийская поэтесса.
- 6 декабря — Скэнлэн, Джон (72) — австралийский офицер.
- 10 декабря — Элиазер Ерушалми — литовско-израильский педагог, писатель, общественный деятель.
- 11 декабря — Гвита Шанд (58) — новозеландская пловчиха.
- 14 декабря — Лев Ганкевич (79) — украинский общественно-политический деятель, публицист, адвокат, доктор права, редактор, председатель Украинской социал-демократической партии.
- 14 декабря — Иван Дьяченко (41) — Герой Советского Союза.
- 17 декабря — Владимир Луцкий (56) — советский историк-арабист, кандидат исторических наук.
- 18 декабря — Георгий Верейский (76) — советский график и живописец.
- 18 декабря — Улла Кристенсон (38) — шведская певица.
- 20 декабря — Эмиль Артин (64) — австрийский математик.
- 22 декабря — Константин Пигров (86) — советский хоровой дирижёр и педагог.
- 23 декабря — Павел Богацкий (79) — украинский общественно-политический и военный деятель, журналист, литературовед, литературно-театральный критик, шевченковед, театровед, педагог, библиограф.
- 24 декабря — Фёдор Афонин (58) — полный кавалер ордена Славы.
- 27 декабря — Пал Рети (57) — венгерский шахматист.
- 29 декабря — Дмитрий Стонов (69) — русский советский писатель.
- 30 декабря — Георгий Зимелев (59) — советский учёный в области автомобилестроения, генерал-майор Советской Армии.
- 31 декабря — Чарльз Галтон Дарвин (75) — английский физик-теоретик и математик, внук естествоиспытателя Чарльза Роберта Дарвина.

## Дата неизвестна или требует уточнения
- Лев Брусиловский (71—72) — советский невропатолог-психоневролог, профессор, доктор медицинских наук.
- Елена Владимирова (60—61) — советская журналистка и поэтесса, автор поэмы «Колыма».
- Гавриил Каменщиков (61—62) — майор, участник Гражданской и Великой Отечественной войн, дважды краснознамёнец.
- Пётр Красюков (58—59) — советский партийный деятель, друг Михаила Шолохова, один из прототипов Семёна Давыдова в романе «Поднятая целина».
- Софья Лебедева (34) — первый директор Мордовского республиканского музея изобразительных искусств имени С. Д. Эрьзи.
- Василий Микрюков (57—58) — советский физик, доктор физико-математических наук, профессор МГУ.
- Николай Никаро-Карпенко (57—58) — советский архитектор, художник, сценограф, акварелист.
- Иван Приймак (62—63) — советский учёный-металлург, экономист, доктор технических наук, профессор МИСиС.
- Маня Рейсс (61—62) — американский общественный деятель.
- Эглау Чабиев (69—70) — ингушский революционер, участник Гражданской войны, сотрудник органов госбезопасности.
- Георгий Шпуга (63—64) — советский учёный-медик, доктор медицинских наук, профессор, первым произвел эксперимент по пересадке почки в СССР (1937).